# Павлина Берова-Панова
Павлина Берова-Панова е българска химичка.

## Биография
Родена е на 7 август 1899 г. е София. През 1919 г. завършва II Софийска девическа гимназия. През 1922 – 1923 г. следва индустриална химия в Политехниката в Дармщат, а от 1923 до 1926 г. – във Виенската политехника, където завършва през 1927 г. като инженер химик. От 6 ноември 1929 до 25 март 1931 г. е асистентка по химия в Иститута по хигиена в Медицинския факултет на Софийския университет.

## Научни трудове
- „Върху кристалната сол на хондроитиносярната киселина“ (1928/1929, в съавторство с В. В. Завялов и Н. Добрева)
- "Получаване на разтворими във водата бензоати на гликопротеиди и протени по „+-“ метода на бензолиране" (1928/1929, в съавторство с В. В. Завялов и Н. Добрева)